# Минамимаки
Минамимаки (яп. 南牧村 Минамимаки-мура) — село в Японии, находящееся в уезде Минамисаку префектуры Нагано. Площадь села составляет 133,10 км², население — 3426 человек (1 августа 2014), плотность населения — 25,74 чел./км².

## Географическое положение
Село расположено на острове Хонсю в префектуре Нагано региона Тюбу. С ним граничат города Тино, Хокуто, посёлок Коуми и сёла Каваками, Минамиаики.

## Население
Население села составляет 3426 человек (1 августа 2014), а плотность — 25,74 чел./км². Изменение численности населения с 1980 по 2005 годы:
| 1980 | 3435 чел. |  |
| 1985 | 3468 чел. |  |
| 1990 | 3582 чел. |  |
| 1995 | 3537 чел. |  |
| 2000 | 3540 чел. |  |
| 2005 | 3494 чел. |  |